# 7. črnogorska brigada (NOVJ)
Za druge 7. brigade glejte 7. brigada.
7. črnogorska brigada (srbohrvaško 7. crnogorska brigada) je bila brigada v sestavi Narodnoosvobodilne vojske in partizanskih odredov Jugoslavije in ki je delovala med drugo svetovno vojno na področju Kraljevine Jugoslavije.

## Organizacija
- štab
- 4x bataljon